# 오이타다이가쿠마에역
오이타다이가쿠마에역(일본어: 大分大学前駅)은 일본 오이타현 오이타시에 위치한 규슈 여객철도 호히 본선의 철도역이다. 단선 승강장 1면 1선의 구조를 갖춘 지상역이다.

## 이용 현황
| 승차 인원 추이 | 승차 인원 추이 |
| 연도           | 1일 평균       |
| -------------- | -------------- |
| 2001           | 735            |
| 2002           | 744            |
| 2003           | 896            |
| 2004           | 950            |
| 2005           | 991            |
| 2006           | 1,039          |
| 2007           | 1,092          |
| 2008           | 1,183          |
| 2009           | 1,193          |
| 2010           | 1,201          |
| 2011           | 1,204          |
| 2012           | 1,308          |

## 역 주변
- 오이타 대학 단노하루 캠퍼스
- 오이타 현 산업 과학 기술센터
- 국도 제10호선

## 역사
- 2002년 3월 23일 : 개업.
- 2012년 12월 1일 : IC카드 스고카의 이용을 개시.

## 인접 역
| 호히 본선              | 호히 본선   | 호히 본선          |
| ---------------------- | ----------- | ------------------ |
| 나카한다 구마모토 방면 | ■ 호히 본선 | 시키도 오이타 방면 |